# Felicia (Rose)
Die Moschus-Rose Felicia ist eine Züchtung von Pemberton (GB) 1928 aus 'Trier' × 'Ophelia'. Ihre mittelgroßen, lachsfarbenen Blüten mit rosa und gelbem Grund wachsen in großen Büscheln und hellen beim Verblühen auf. Sie sind locker gefüllt und verströmen einen würzigen Duft.
Der Strauch wächst breitbuschig und bis zu 1,50 m hoch. Er hat rötliche Triebe, robustes, dunkelgrünes Laub, ist fast stachellos und blüht als Rosa-Moschata-Hybride remontierend den ganzen Sommer durch.
Sie eignet sich als Einzelstrauch, aber auch für lockere Hecken.